# محجمة

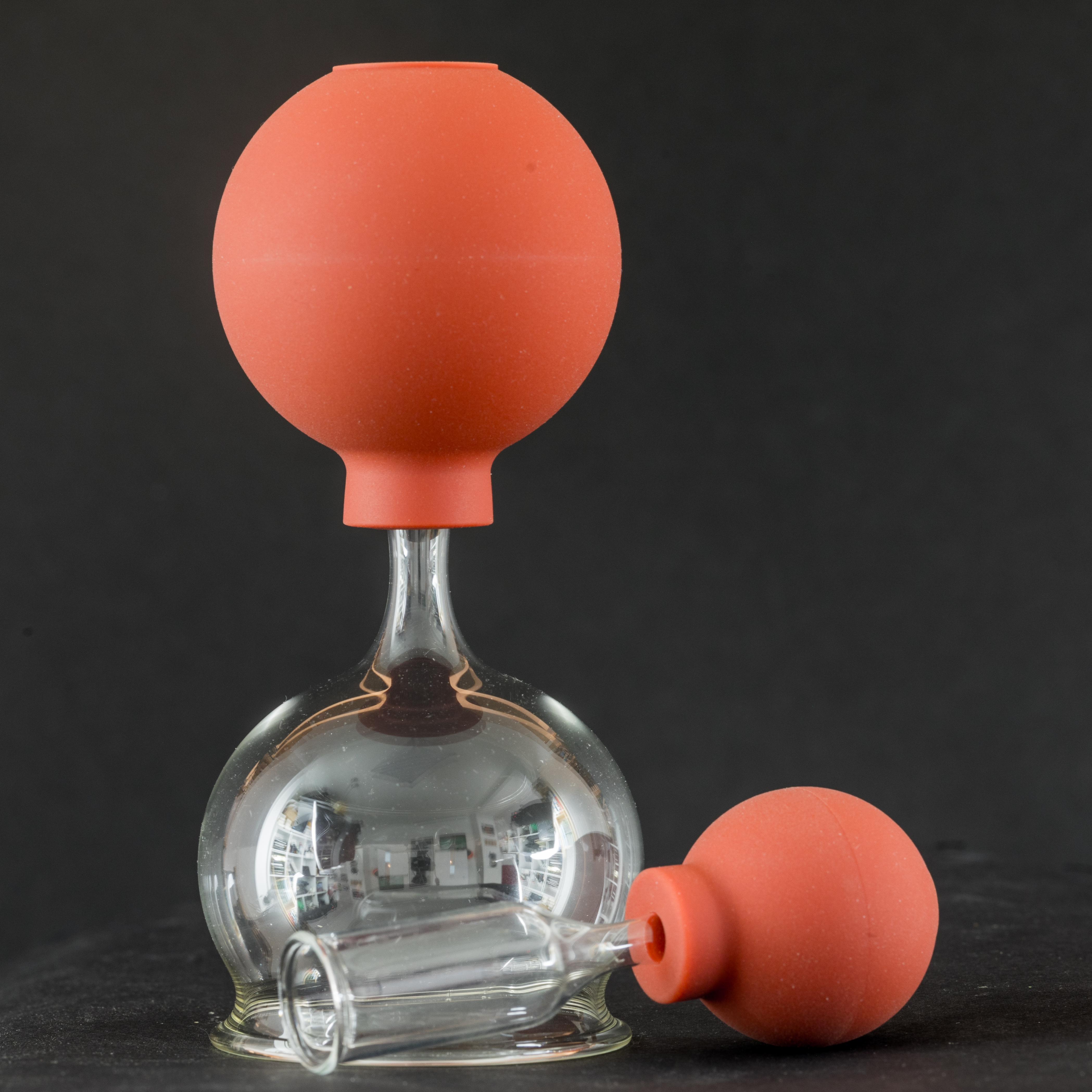
محجمتين ذاتا منفاخ مطاطي

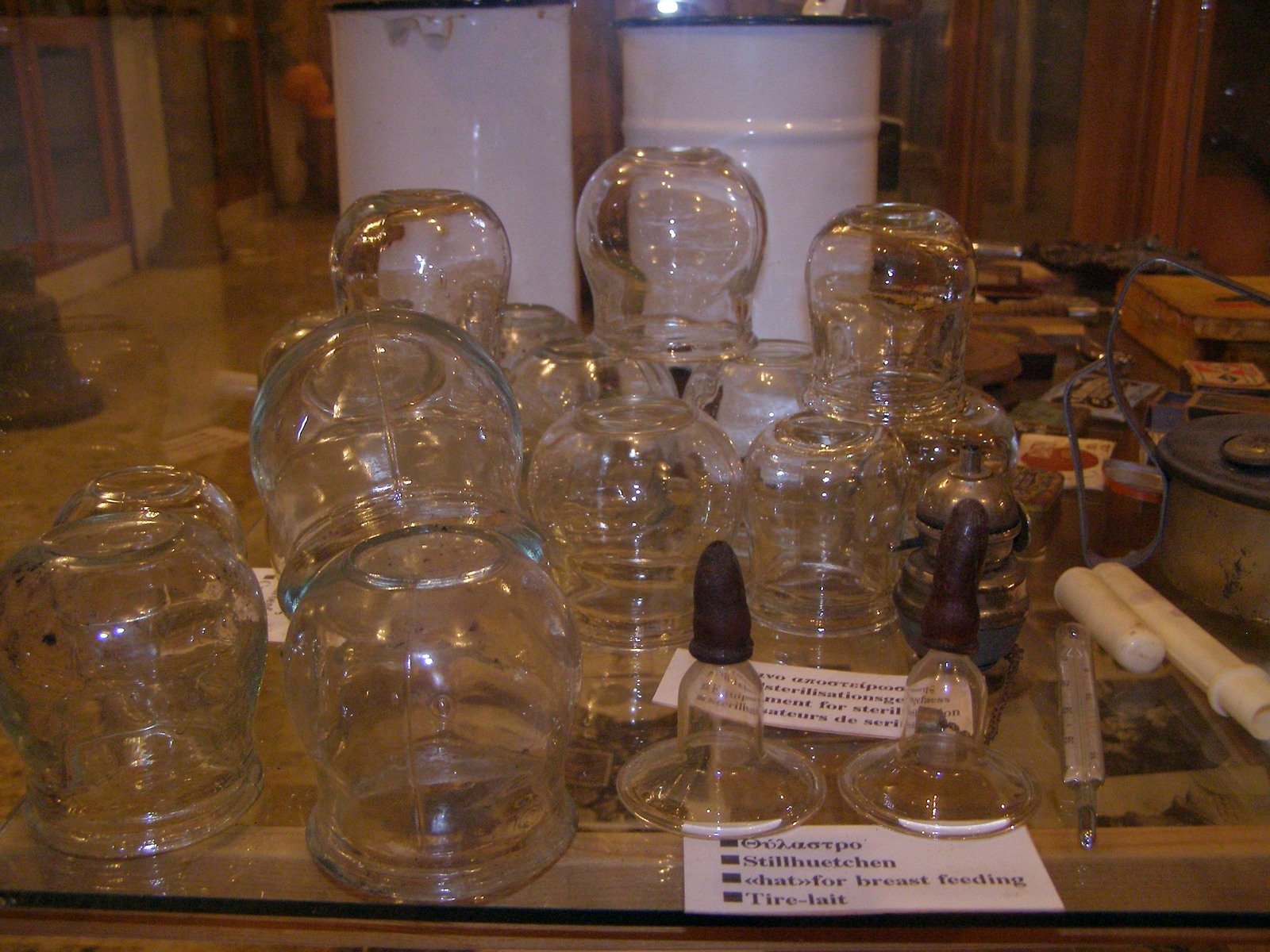
محاجم في متحف في جزيرة كريت

المِحجمة أو كأس الحِجامة هو وعاء زجاجي كروي صغير يستخدم لخلق ضغط سلبي أثناء الحجامة. قطره يراوح من 3 إلى 8سم.